# Vitis riparia
Vitis riparia или америчка лоза је вишегодишња брзорастућа пузавица која припада фамилији Vitaceae.

## Опис
Достиже дужину од преко 8 (17м). Пречник стабла углавном од 5 до 8 центиметара мада може бити и до 20 центиметара. Кора старих грана је браон и свременом се љушти у дугим тракама. Младе гране су зеленожуте до розе, већим делом глатке изузев на чланцима. На овогодишњим гранама се у чланку наспрам листа образују или рашљике, које са годинама одрвењавају, или цвасти. Рашљике се на додир обавијају око околиних врста и на тај начин се пузавица качи или пење уз њих. 
Листови су наизменични, широко јајасти до срцасти, најчешће трорежњевити, а понекад и петорежњевити, дуги 5-25 центиметара и широки 5-20 центиметара. Режњеви су кратко зашиљени и крупно назубљени по ободу, често длакави. Млади листови су жутозелени на наличју нешто светлији, длакави и сјајни, док су старији голи и светло зелени са длакама које се задржавају на главним лисним нервима. Лисне дршке су до 7,5 центиметара дуге, често црвене, а могу бити и длакаве.
Цветови су мирисни, ситни, око 3 милиметара у пречнику, са 5 зелених до жутих круничних листића који рано опадају. Чашица је глатка и ситна. Цветна дршка такође. Мушки цветови по ободу имају 5 изражених дугих, бледих прашника уперених навише. Женски цветови имају кратак стубаст тучак, као и пет мање изражених и краћих стерилиних прашника. Цветови су груписани у метличасте цвасти дужине до 18 центиметара које се налазе наспрам листова. Једнодома врста са једнополним или двополним цвастима. Цвета у мају и јуну, а опрашују је инсекти.
Плодови су лоптасти пречника 0,6-1,3 центиметара. Веома личе на бобице грожђа и јестиви су, мада често опори и кисели, док након првог мраза постају слатки. Често на површини постоји воштани слој у виду плавобелог праха. У плоду се налазе 2-4 семена која личе на семе грожђа. Плодови сазревају од септембра до новембра, а могу остати и на грама током зиме. Семе разносе птице и сисари који се хране плодовима. 

## Порекло врсте
Врста води порекло из Северне Америке. Први запис о гајењу ове врсте у Европи потуче и 1656. године, што значи да је из Северне Америке донета и раније. Њени центри распрострањења су у Северној Америци- у Тексасу, Канади и Флориди. Врста може да стара монокултуре на деградираним стаништима формирајући масу која прекрива остале биљке засењујући их до мере оштећења или увенућа. Доказано је да алелопатском активношћу инхибира герминацију и издуживање корена околних врста, а негативно утиче на аутохтони биодиверзитет. Гајена је као декоративна и медоносна врста, а одређени варијетети се користе као подлога за калемљење и производњу вина. Vitis riparia је једна од неколико америчких врста винове лозе које су спасиле европско виноградарство у 19. веку током ширења болести које узрокује Филоксера (Daktulosphaira vitifoliae Ficht). На срећу Филоксера не утиче на америчке врсте јер имају веома отпоран корен, па су се старе европске сорте опоравиле пошто су калемљене на корене америчких врста. Од неколико почетних врста створен је различитим укрштањима велики број добро прилагођених лозних подлога које се користе у виноградарству. 
Из слузи која избија приликом засецања стабла и гране ове врсте може се издвојити полисахарид чији је састав веома близак арапској гуми која је у широкој употреби као згушњавајући агенси и емулгатор у козметичкој, фармацеутској и прехрамбеној индустрији.

## Станиште
У природном ареалу расте на приобалама река, где је углавном налазимо и у адвентивном ареалу, дуж водотокова, плавним шумама, мочварама и влажним стаништима, на дрвећу и стемана у шумама отвореног склопа, као и на ивицама шума, али је честа и на антропогено условњеним стаништима, нпр. дуж путева, пруга, ограда. Преферира влажна земљишта и осунчана станишта, али подноси и умерену засену, а уколико се нађе у већој сенци, не размножава се. Углавном настањује места где се влага задржава и током сушног периода, када се обавија око околних жбунастих и дрвенастих врста, често их потпуно угушећи. Уколико расте на дрвету пење се до самог врха крошње и неретко изазива одумирање захваћених грана које се под њеном тежином лакше ломе на олуји. Отпoрна је на ниске температуре и сушу.

## Распрострањење у Србији
Спорадично распрострањено.

## Мере контроле и сузбијања
За контролу и сузбијање ове врсте препоручује се употреба механичких метода, пре свега због тога што се често настањује у близини акватичних екосистема. За контролу, у условима зесенчености, на станишту испод крошње дрвећа треба исећи стабла на висини 30-60 центиметара, из којих ће израсти нови изданци, које треба на исти начин посећи, па се коначно одумирање биљке може очекивати у периоду од 3 године.
С обзиром на то да ова врста није толеранта према засени, очување густог склопа шуме спада у ефикасну превентивну меру, али се може користити и приликом контроле постојеће популације, уз одговарајуце механичке методе. Бројне животиње се могу хранити младим јединкама ове врсте, и помоћи процес контроле и сузбијања.

## Синоними
- Vitis vulpina subsp. riparia (Michx.)Clausen,

- Vitis cordifolia var. riparia (Michx.) A. Gray,
- Vitis vulpina var. riparia (Michx.) Regel,
- Vitis vinifera unranked riparia (Michx.) Kuntze,
- Vitis incisa Jacq.